# Артур Фадден
Артур Вільям Фадден (англ. Arthur William Fadden; 13 квітня 1894  — 21 квітня 1973) — австралійський політичний діяч і 13-й Прем'єр-міністр Австралії.

## Коротка біографія
Фадден народився у Інгемі, Квінсленд, 13 квітня 1894 року у пресвітеріанській сім'ї поліцейського. Він здобував освіту у державних школах, а пізніше вивчав бухгалтерський облік, працюючи клерком. Тільки-но здобувши кваліфікацію, він став помічником Клерка міста Маккай. У 1919 Фадден допоміг у формуванні Регбійної ліги Північного Квінсленду, і сам зайняв пост її секретаря. Артур був активістом Національної партії.
У 1932 році Фаддена було обрано на один термін до законодавчих зборів Квінсленду. Наступного разу він переміг на додаткових виборах 1936. 1940 року, Коли Арчі Кемерон раптово залишив пост лідера партії, її президія зайшла у глухий кут з приводу обрання нового лідера (члени партії вагались між Ерлом Пейджем і Джоном Маківеном). Тоді Члени партії вирішили підтримати альтернативну кандидатуру Фаддена. Його було призначено міністром імпорту та розвитку, пізніше — міністром авіації, а ще згодом — міністром фінансів.

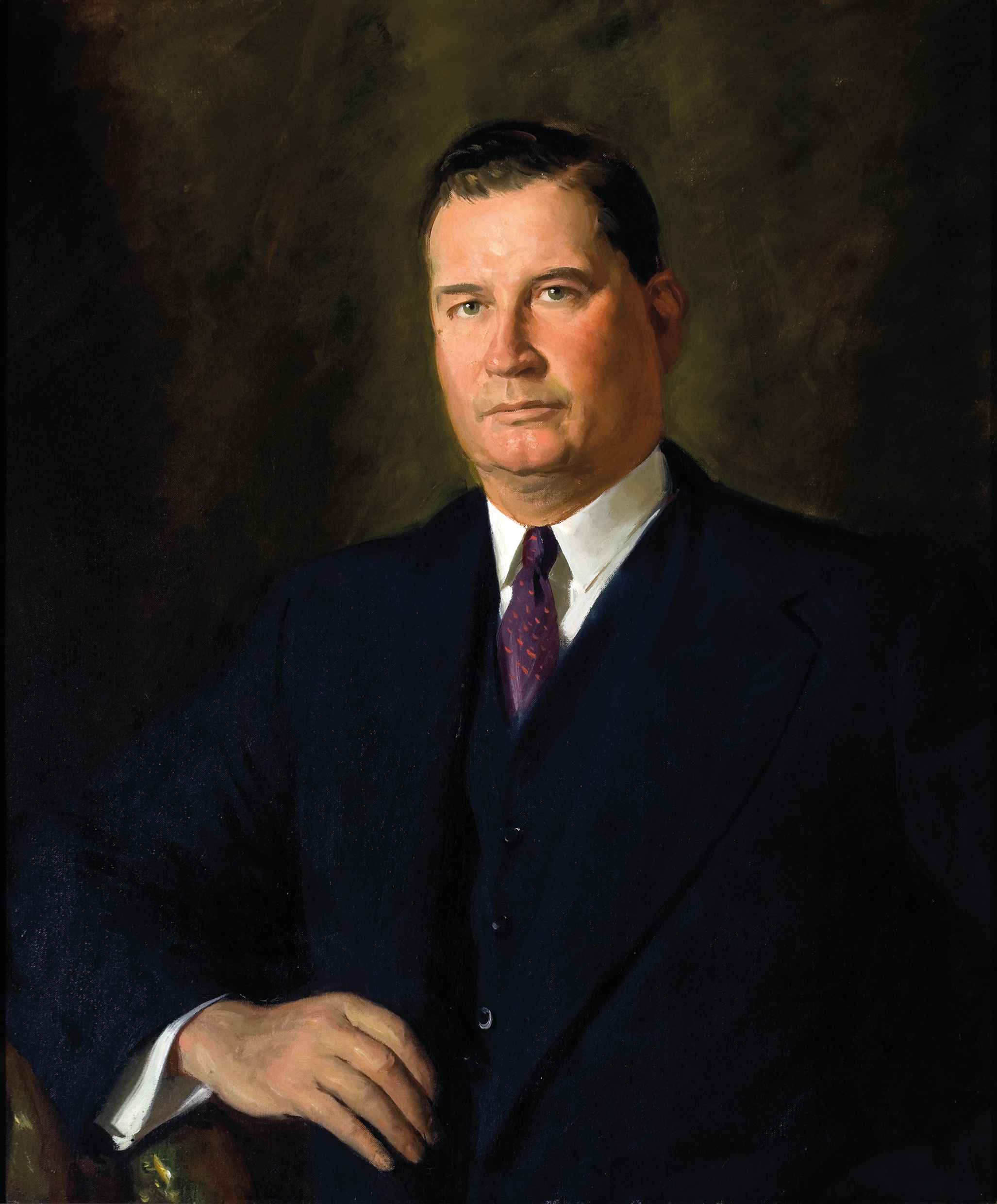
Портрет Артура Фаддена

У серпні 1941 Роберт Мензіс залишив пост Прем'єр-міністра. Оскільки Партія «Об'єднана Австралія» лишилась без свого лідера, то зайняти пост голови Уряду було запропоновано Артурові Фаддену, хоча Національна партія і була меншою з двох антилейбористських партій.
На найвищому пості він довго не протримався. 3 жовтня Парламент Австралії провалив голосування за проектом бюджету, що його вніс на розгляд уряд Фаддена. Внаслідок право відставки чинного уряду було передано Генерал-губернатору Лорду Говрі. Рішення було прийнято того самого дня. Це був останній випадок, коли провал голосування у нижній палаті австралійського Парламенту зобов'язав уряд піти у відставку. Пізніше Фадден жартував, що він подібний до Великого Потопу: володарював упродовж 40 днів і 40 ночей.
Фадден тривалий час займав пост Лідера опозиції, але привів консерваторів до нищівної поразки на федеральних виборах 1943 року. Тоді Фадден передав повноваження головного опозиціонера країни Роберту Мензісу і його новій Ліберальній партії, але залишився лідером Національної партії.
Завжди відвертий консерватор, наприкінці 1940-их він став сильним антикомуністом, спонукаючи Мензіса до заборони Комуністичної партії. Після виборів 1946 року Фадден відновив свою політичну дружбу з Мензісом.
1949 року Фаддена було призначено міністром фінансів в уряді Мензіса. Перешкоджала здобуттю успіхів на цій посаді дуже висока інфляція на початку 1950-их. Разом з тим він здійснював контроль за економікою, що швидко розвивалась, особливо у галузі сільського господарства.
Артур Фадден пішов з політики перед федеральними виборами 1958 і жив до самої смерті (1973) у Брисбені 1973.

## Відзнаки
1951 року Фадденові було долучено до Ордену Святого Михайла і Святого Георгія, а 1958 року його було посвячено у Лицарі Великого Хреста (GCMG). Фаддена зводив у лицарське звання король Великої Британії Георг VI у Лондоні 31 січня 1952 за тиждень до смерті монарха.
Одне з передмість Канберри названо на честь Фаддена.
У 1975 році його було зображено на поштовій марці.